# Joey Gathright
Joey Renard Gathright, né le 27 avril 1981 à Visalia (Californie), est un joueur américain de baseball évoluant en Ligue majeure de baseball avec les Reds de Cincinnati.

## Carrière
Lycéen à la Bonnabel High School de Kenner (Louisiane), Joey Gathright est drafté dès la fin de ses études secondaires, le 5 juin 2001, par les Devil Rays de Tampa Bay. 
Il débute en ligue majeure sous les couleurs des Devil Rays le 25 juin 2004 avant d'être transféré chez les Royals de Kansas City ; Il est échangé avec Fernando Cortez contre J.P. Howell. 
Son contrat n'est pas prolongé par les Royals à la fin de la saison 2008. Joey Gathright s'engage alors pour une saison chez les Cubs de Chicago le 16 décembre 2008.
Il termine la saison 2009 sous les couleurs des Red Sox de Boston avec lesquels il joue 17 matches en Ligue majeure.
Gathright signe un contrat de Ligues mineures avec les Blue Jays de Toronto à l'automne 2009. Libéré pendant le camp d'entraînement suivant, il rejoint les Orioles de Baltimore et passe la saison 2010 dans les mineures. On le revoit chez les Red Sox de Boston, pour qui il dispute quelques parties en 2011.
Il est mis sous contrat par les Reds de Cincinnati le 23 mai 2012.